# Plastiglomerat
Plastiglomerat ist ein Gestein, das aus einer Mischung aus Sedimentkörnern und anderen natürlichen Ablagerungen (z. B. Muscheln, Holz) besteht, die durch Kunststoff zusammengehalten werden. Es gilt als potenzieller Marker für das Anthropozän, eine geochronologische Epoche des Quartärs, was von einigen Sozialwissenschaftlern, Umweltschützern und Geologen als Bezeichnung für die Zeit ab z. B. dem Beginn der Industrialisierung vorgeschlagen wurde.

## Ursprung

Der Entstehungsprozess des Plastiglomerats

Plastiglomerate bilden sich entlang von Küsten, wo natürliche Sedimentkörner und organische Ablagerungen durch geschmolzenes Plastik unter Hitzezufuhr verklumpen. Das erste Mal wurden Plastiglomerate vom Kamilo Beach auf der Insel Hawaii gemeldet. Die Forschenden sind sich einig, dass bei den Funden in Kamilo Beach Lagerfeuer die Hitzequelle der Verklumpungen waren.

## Ablagerungsmilieu
Plastiglomerate könnten einen Markierungshorizont für die Verschmutzung durch den Menschen in den geologischen Aufzeichnungen bilden und als künftige Fossilien bestehen.
In-situ-Plastiglomerate bilden sich dort, wo Kunststoff schmilzt und er Gesteinshohlräume ausfüllen kann. Klastische Plastiglomerate sind kleinere Einzelstücke, die sich dort bilden, wo größere verschmolzene Teile durch Wellen fragmentiert werden.
Es ist auch denkbar, dass sich Plastiglomerate in kunststoffverschmutzten Regionen bilden, die von Lavaströmen oder Waldbränden betroffen sind.
Sie wurden sowohl an der Oberfläche als auch unter Sand gefunden. Dies deutet darauf hin, dass Plastiglomerate aktiv in das Sediment abgelagert werden. Dabei haben sie eine höhere Dichte als Partikel, die nur aus Kunststoff bestehen. Deshalb können sie sich im Sand nicht nur leichter absetzen, sondern graben sich auch schneller ein, wo sie anschließend länger überdauern, weil sie in kürzerer Zeit tiefer gelangen.

## Plastiglomerate in Ausstellungen und Sammlungen

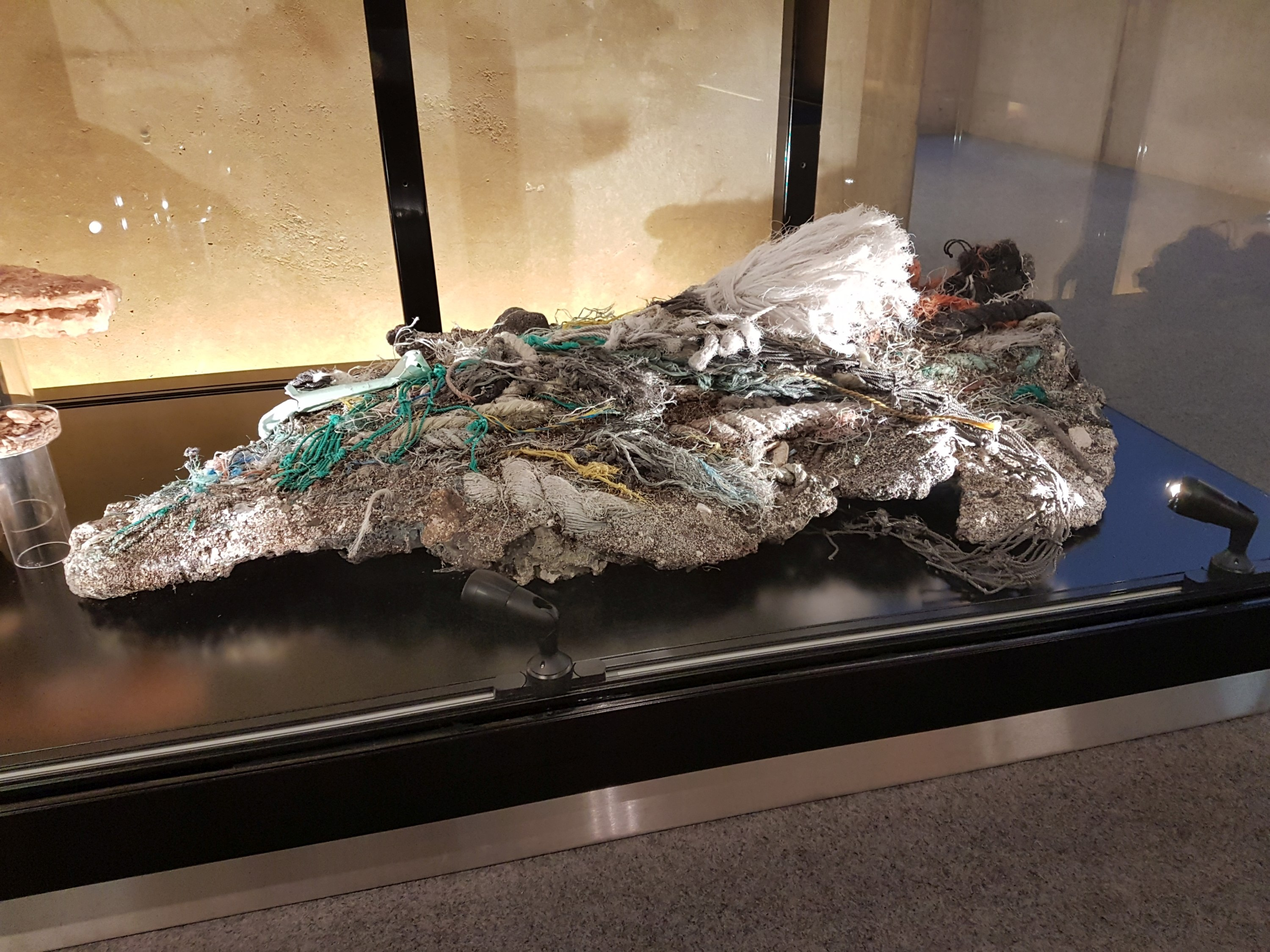
Ein Stück Plastiglomerat im Museon in Den Haag, nach eigenen Angaben das wahrscheinlich größte Stück weltweit

- Plastiglomerate sind im Yale Peabody Museum of Natural History ausgestellt[7]
- In den Oakville Galleries in Oakville, Ontario, Kanada[8]
- In der Louis B. James Gallery in New York City
- Im Prosjektrom Normanns in Stavanger (Norwegen)
- Im Museon in Den Haag – es behauptet, das wahrscheinlich größte Stück Plastiglomerat weltweit zu besitzen: Das ausgestellte Stück ist mehr als 1 m lang und 50 cm breit.[6]
- Senckenberg Naturmuseum in Frankfurt, Ausstellung von Maria Loboda: The Machine[9]